# 우시 사도시
우시 사도시(Ўш садоси, 에코 오시)는 키르기스스탄의 오시주에서 우즈베크어로 발행되고 있는 주(州)신문이다.
소련 시절에 신문 발행 부수는 4,500부이상까지 달했다. 하지만 2002년에 오시 사도시는 400부이상까지 줄었다.
1932년 4월 12일에 공산주의자(«Коммунист»)라는 이름으로 창립되었다. 최초의 편집자로 무라드한 사비로프(Мурадхан Сабиров)였다. 1938년에 «Пахта учун»라고 불리게 되었지만, 1940년에 «Ленин йўли»(레닌의 길)로 불렸다. 1957년엔 키르기스 소비에트 사회주의 공화국 공산당 중앙위원회의 기관지로 인쇄하게 되었고, 신문 편집국은 프룬제로 옮겨졌다. 제목은 «Кирғизистон ҳақиқати»(키르기스스탄의 진실)로 바뀌었다. 그러나 이미 1960년에 신문은 다시 오시에서 인쇄되게 되었다. 그리고 신문에게 «Ленин йўли»이란 제목이 되돌려졌다. 1992년 10월에 신문은 «Ўш садоси»라는 이름으로 바뀌었다.

## 참고 문헌
1. ↑  “보관된 사본” (PDF). 2004년 9월 16일에 원본 문서 (PDF)에서 보존된 문서. 2010년 11월 14일에 확인함.
2. ↑  24.kg[깨진 링크(과거 내용 찾기)]